# اوکونینوشی
اوکونینوشی (به ژاپنی: 大国主)، اوکونی-نوشی-نو-میکوتو در اساطیر ژاپنی و آئین شینتو، ایزد (کامی) کشاورزی، تجارت، جادو و پزشکی است که به عنوان فرزند ایزد بادها و توفان ژاپنی سوسانو به شمار می‌رود. نام او به معنی «فرمانروای سرزمین‌های پهناور» ترجمه می‌شود. در افسانه‌های ژاپنی اوکونینوشی کسی بود که جهان را خلق و بر آن حکومت کرد، تا زمانی که نینی‌گینو - میکوتو، نوهٔ آماتراسو به دستور او، جایگزین اوکونینوشی شد. نینی‌گینو - میکوتو به زمین آمد در حالی که سه نماد اقتدار حکومتی، آینه، تسبیح ماگاماتو و یک شمشیر را در دست داشت. او به عنوان ایزد جادو و پزشکی، مبتکر روش‌های درمانی و شفابخش نیز است.

## افسانه خرگوش صحرایی
اوکونینوشی ۸۰ برادر داشت، که همه آن‌ها خواهان ازدواج با پرنسسی زیبا به نام یاکامی یا یاگامی-هیمه از ناحیهٔ مجاور اینابا بودند. در حالی که برادران در راه بازدید از پرنسس بودند، خرگوش صحرایی بی‌مویی جلوی آن‌ها را گرفت و برای بدست آوردن خزِ خود درخواست کمک نمود. ابتدا برادران به خرگوش گفتند که خود را درون دریا بشوید و سپس توسط باد خشک کند. خرگوش این کار را انجام داد اما به شدت دچار درد و ناراحتی شد. این موجود سپس اوکونینوشی را ملاقات کرد که بسیار برایش متأسف شده بود. اوکونینوشی با مهربانی به او گفت ابتدا در آب شیرین به استحمام بپردازد و سپس خود را در گردهٔ علف کاما بغلتاند. خرگوش توصیه اوکونینوشی را انجام داد و بلافاصله احساس بهتری کرد. خرگوش که در واقع یک ایزد بود، برای قدردانی از اوکونینوشی به او گفت: اکنون پرنسس زیبای یاگامی-هیمه از آن اوست، در حالی که برادرانش جزو ملازمان او می‌شوند. پس از این جریان برادران اوکونینوشی بسیار خشمگین و ناخشنود شدند. آن‌ها سنگی بزرگ را به قدری گرم کردند که رنگش سفید شد و بعد آن را از بالای کوه به سمت برادرشان غلتاندند. اوکونینوشی سنگ را با گراز اشتباه گرفت، به سویش رفت تا آن را نگه دارد اما سنگ با او برخورد کرد و جانش را از دست داد. هر چند آن‌ها می‌توانند بارها او را به هلاکت برسانند، اما اوکونینوشی هربار که می‌مرد، دوباره به زندگی باز می‌گشت و نهایتاً با کمک مادرش کامی-موسابی که به او نصیحت کرد برای جلوگیری از مزاحمت برادران و تلفات بیشتر به جهان زیرزمینی (یومی) پناه ببرد.

## اوکونینوشی در جهان زیرزمینی
اوکونینوشی در جهان زیرزمینی ایزد توفان سوسانو و دخترش سوسری-هیمه را ملاقات می‌کند. آن‌ها شیفتهٔ یکدیگر می‌شوند و بدون رضایت سوسانو ازدواج می‌کنند. سوسانو که از این کار به خشم آمده بود، بر آن شد که اوکونینوشی را سه مرتبه به هلاکت برساند. او روز اول اوکونینوشی را مجبور کرد در اتاقی پر از مار بخوابد، و روز بعد در اتاقی پر از زنبور و هزارپا خوابید، اما هر بار اوکونینوشی با شال جادویی که سوسری-هیمه به او می‌داد نجات می‌یافت. در انتها سوسانو تیری آتشین را در وسط زمینی پهناور شلیک کرد و از اوکونینوشی خواست تا آن را بیابد. اما وقتی اوکونینوشی به وسط زمین رسید، سوسانو زمین را به آتش کشید. در این میان یک موش، سوراخی را در زمین به اوکونینوشی نشان داد تا از آن به عنوان پناهگاه در مقابل شعله‌های آتش استفاده کند و تیر را با خود بازگرداند. چنین شد که سوسانو شروع به تحسین او نمود. او از اوکونینوشی درخواست کرد موهایش را بشوید و سپس به خواب فرو رفت. در حالی که سوسانو به خواب رفته بود، اوکونینوشی موهای این ایزد را به ستون‌های قصرش گره زد و با سوسری-هیمه پا به فرار گذاشت. در پایان، این زوج تصمیم می‌گیرند که به سرزمین زندگان بگریزند و تیر و کمان، شمشیر و چنگ (با نام کوتو) متعلق به سوسانو را می‌دزدند.
هرچند سوسانو نهایتاً به اوکونینوشی می‌پیوندد به سبب آنکه زیرکی و شجاعتش را تحسین می‌کند، او را می‌بخشد. در این هنگام است که اوکونینوشی که عنوان «فرمانروای بزرگ سرزمین» به او اعطا می‌شود، فتح سراسر کشور را پیشگویی می‌کند. او پس از بازگشت از جهان زیرزمینی، پند سوسانو را به کار بست و برادرانش را اسیر کرد و آن‌ها را کشت و تنها فرمانروای ایزومو شد. آنگاه با رها کردن همسر سابق خود، یاگامی-هیمه، با سوسری-هیمه در کاخی زیست که در اوگانو یامای ایزومو ساخته بود. اوکونینوشی بعد از بازگشت به ایزومو، بسیاری از ویژگی‌های یک قهرمان فرهنگ را می‌گیرد که شاید بازتابی از عمران و آبادی و زراعت این منطقه است. بعد از آنکه اوکونینوشی و اعقاب او سرزمین را پربرکت ساختند، حکومت آن‌ها به فساد گرایید و ایزدان شر، بار دیگر زندگی را برای مردم دشوار ساختند. آماتراسو که می‌خواست حکومتش را در آن منطقه برای اعقابش بازگذارد، بر آن شد که از این وضعیت بهره جوید. او پس از چند تلاش ناموفق، دو ایزد معتمد و شجاع خود، فوتسونوشی - نومیکوتو و تاکه‌میکازوجی - نومیکوتو، را گسیل کرد تا به اوکونینوشی بگویند که کشور را به او واگذارد. آن‌ها بر نوک شمشیرهای باژگونهٔ خود بر فراز موج دریای آن سوی ایناسا در ایزومو نشستند و آنگاه به اوکونینوشی فرجام دادند. او سخت تحت تأثیر قرار گرفت و پس از مشورت با پسرش، سرانجام تسلیم شد به شرطی که جایی را در میان ایزدان مورد پرستش ایزومو برای او ذخیره کنند.
شماری از اسطوره‌های کم اهمیت‌تر دربارهٔ اوکونینوشی وجود دارد، مثلاً مواجهٔ او با ایزد خُرد و لنگ به نام کوئه هیکو. اوکونینوشی او را برادر خود می‌خواند و آن دو رفیق شفیق یکدیگر می‌شوند و به کار پاکسازی آن سرزمین از شرارت‌ها ادامه می‌دهند و آن را به منطقهٔ مسکونی بدل می‌کنند. آن‌ها با هم کرم ابریشم و بافندگی، غلات جدید و بسیاری از گیاهان دارویی را کشف می‌کنند.